# Эльверум (футбольный клуб)
«Эльверум» — норвежский футбольный клуб из города Эльверум, выступающий в ОБОС-лиге. Клуб был основан 30 июня 1907 года под названием «Elverum Footballklub».
«Эльверум» играл во Втором дивизионе Норвегии на протяжении долгого времени. В 1995 году клуб выиграл в чемпионате в своей группе и поднялся на следующий год в Первый дивизион, в котором не смог закрепиться. Впоследствии Эльверум и вовсе опустился в Третий дивизион, но по итогам сезона 2012 года клуб снова вернулся во вторую по уровню лигу.